# Seznam dílů seriálu The Orville
Toto je seznam dílů seriálu The Orville. Americký komediálně-dramatický sci-fi televizní seriál The Orville je vysílán od 10. září 2017. První dvě řady byly uvedeny na stanici Fox, třetí řada má být zveřejněna na streamovací službě Hulu. Dosud bylo odvysíláno 26 dílů seriálu.

## Přehled řad
| Řada | Díly | Premiéra v USA    | Premiéra v USA   | Stanice v USA |
| Řada | Díly | První díl         | Poslední díl     | Stanice v USA |
| ---- | ---- | ----------------- | ---------------- | ------------- |
| 1    | 12   | 10. září 2017     | 7. prosince 2017 | Fox           |
| 2    | 14   | 30. prosince 2018 | 25. dubna 2019   | Fox           |
| 3    | 10   | 2. června 2022    | bude oznámeno    | Hulu          |

## Seznam dílů

### První řada (2017)
| Č. v seriálu | Č. v řadě | Původní název              | Český název            | Režie                 | Scénář                         | Premiéra v USA (Fox) | Prod. kód |
| ------------ | --------- | -------------------------- | ---------------------- | --------------------- | ------------------------------ | -------------------- | --------- |
| 1            | 1         | Old Wounds                 | Staré rány             | Jon Favreau           | Seth MacFarlane                | 10. září 2017        | 1LAB01    |
| 2            | 2         | Command Performance        | Výkon rozkazu          | Robert Duncan McNeill | Seth MacFarlane                | 17. září 2017        | 1LAB03    |
| 3            | 3         | About a Girl               | O dívce                | Brannon Braga         | Seth MacFarlane                | 21. září 2017        | 1LAB04    |
| 4            | 4         | If the Stars Should Appear | Pokud se objeví hvězdy | James L. Conway       | Seth MacFarlane                | 28. září 2017        | 1LAB02    |
| 5            | 5         | Pria                       | Pria                   | Jonathan Frakes       | Seth MacFarlane                | 5. října 2017        | 1LAB05    |
| 6            | 6         | Krill                      | Krill                  | Jon Cassar            | David A. Goodman               | 12. října 2017       | 1LAB06    |
| 7            | 7         | Majority Rule              | Pravidlo většiny       | Tucker Gates          | Seth MacFarlane                | 26. října 2017       | 1LAB07    |
| 8            | 8         | Into the Fold              | Do záhybu              | Brannon Braga         | Brannon Braga a Andre Bormanis | 2. listopadu 2017    | 1LAB08    |
| 9            | 9         | Cupid's Dagger             | Kupidova dýka          | Jamie Babbit          | Liz Heldens                    | 9. listopadu 2017    | 1LAB09    |
| 10           | 10        | Firestorm                  | Ohnivá bouře           | Brannon Braga         | Cherry Chevapravatdumrong      | 16. listopadu 2017   | 1LAB10    |
| 11           | 11        | New Dimensions             | Nové dimenze           | Kelly Cronin          | Seth MacFarlane                | 30. listopadu 2017   | 1LAB11    |
| 12           | 12        | Mad Idolatry               | Šílené modlářství      | Brannon Braga         | Seth MacFarlane                | 7. prosince 2017     | 1LAB13    |

### Druhá řada (2018–2019)
| Č. v seriálu | Č. v řadě | Původní název                          | Český název                     | Režie                 | Scénář                         | Premiéra v USA (Fox) | Prod. kód |
| ------------ | --------- | -------------------------------------- | ------------------------------- | --------------------- | ------------------------------ | -------------------- | --------- |
| 13           | 1         | Ja'loja                                | Ja'loja                         | Seth MacFarlane       | Seth MacFarlane                | 30. prosince 2018    | 2LAB01    |
| 14           | 2         | Primal Urges                           | Prvotní pudy                    | Kevin Hooks           | Wellesley Wild                 | 3. ledna 2019        | 1LAB12    |
| 15           | 3         | Home                                   | Domů                            | Jon Cassar            | Cherry Chevapravatdumrong      | 10. ledna 2019       | 2LAB02    |
| 16           | 4         | Nothing Left on Earth Excepting Fishes | Na Zemi nezůstalo nic kromě ryb | Jon Cassar            | Brannon Braga a André Bormanis | 17. ledna 2019       | 2LAB03    |
| 17           | 5         | All the World Is Birthday Cake         | Celý svět je narozeninový dort  | Robert Duncan McNeill | Seth MacFarlane                | 24. ledna 2019       | 2LAB04    |
| 18           | 6         | A Happy Refrain                        | Šťastný refrén                  | Seth MacFarlane       | Seth MacFarlane                | 31. ledna 2019       | 2LAB05    |
| 19           | 7         | Deflectors                             | Deflektory                      | Seth MacFarlane       | David A. Goodman               | 14. února 2019       | 2LAB06    |
| 20           | 8         | Identity (Part 1)                      | Identita, část první            | Jon Cassar            | Brannon Braga a André Bormanis | 21. února 2019       | 2LAB07    |
| 21           | 9         | Identity (Part 2)                      | Identita, část druhá            | Jon Cassar            | Seth MacFarlane                | 28. února 2019       | 2LAB08    |
| 22           | 10        | Blood of Patriots                      | Krev patriotů                   | Rebecca Rodriguez     | Seth MacFarlane                | 7. března 2019       | 2LAB09    |
| 23           | 11        | Lasting Impressions                    | Trvalé dojmy                    | Kelly Cronin          | Seth MacFarlane                | 21. března 2019      | 2LAB10    |
| 24           | 12        | Sanctuary                              | Svatyně                         | Jonathan Frakes       | Joe Menosky                    | 11. dubna 2019       | 2LAB11    |
| 25           | 13        | Tomorrow, and Tomorrow, and Tomorrow   | Zítra a zítra a zítra           | Gary Rake             | Janet Lin                      | 18. dubna 2019       | 2LAB12    |
| 26           | 14        | The Road Not Taken                     | Cesta, jíž jsem nešel           | Gary Rake             | David A. Goodman               | 25. dubna 2019       | 2LAB13    |

Dosud bylo odvysíláno 26 dílů seriálu.

### Třetí řada
Dne 11. května 2019 stanice Fox oznámila, že seriál získá třetí řadu. Dne 20. července 2019 autoři oznámili, že se seriál přesouvá na streamovací službu Hulu, kde má být první díl třetí série zveřejněn 2. června 2022.
| Č. v seriálu | Č. v řadě | Původní název  | Český název     | Režie         | Scénář        | Premiéra v USA (Hulu) | Prod. kód |
| ------------ | --------- | -------------- | --------------- | ------------- | ------------- | --------------------- | --------- |
| 27           | 1         | Electric Sheep | Elektrická ovce | bude oznámeno | bude oznámeno | 2. června 2022        |           |